# خاريلاوس تريكوبيس

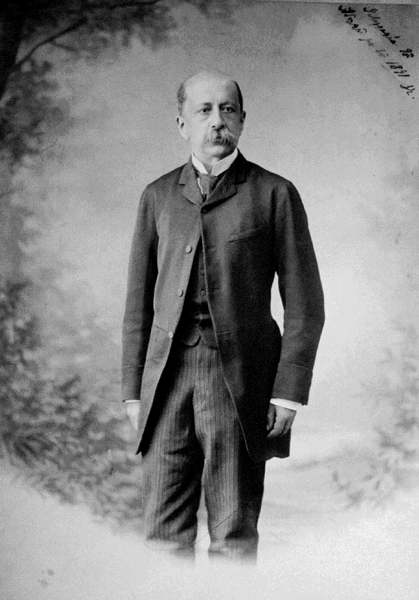
خاريلاوس تريكوبيس

خاريلاوس تريكوبيس (باليونانية:Χαρίλαος Τρικούπης) ‏(11 يوليو 1832 - 11 أبريل 1896) سياسي يوناني شغل منصب رئيس وزراء حكومة اليونان 7 مرات بدأ من 1875 حتى العام 1895، ولد خاريلاوس في مدينة نافبليو وتلقى تعلميه في جامعة أثينا، اطلقت الحكومة اليونانية اسمه جسر ريو-أنتيرريو تخليدا لذكراه.